# Driopteron
Driopteron är ett släkte av steklar. Driopteron ingår i familjen finglanssteklar.
Kladogram enligt Catalogue of Life:
| Driopteron | \| \| Driopteron azofeifai \| \| \| \| \| \| Driopteron callainum \| \| \| \| \| \| Driopteron cristatum \| \| \| \| \| \| Driopteron exilicornis \| \| \| \| \| \| Driopteron folioides \| \| \| \| \| \| Driopteron limonense \| \| \| \| |
|            | \| \| Driopteron azofeifai \| \| \| \| \| \| Driopteron callainum \| \| \| \| \| \| Driopteron cristatum \| \| \| \| \| \| Driopteron exilicornis \| \| \| \| \| \| Driopteron folioides \| \| \| \| \| \| Driopteron limonense \| \| \| \| |
|            | Driopteron azofeifai |
|            | |
|            | Driopteron callainum |
|            | |
|            | Driopteron cristatum |
|            | |
|            | Driopteron exilicornis |
|            | |
|            | Driopteron folioides |
|            | |
|            | Driopteron limonense |
|            | |